# Siège de Glogau (1806)
Pour les articles homonymes, voir Siège de Glogau.
Batailles
- Cap-Vert (navale)
- San Domingo (navale)
- Río de la Plata
- Pornichet (navale)

- Raguse
- Castel-Nuovo

Campagne de Prusse (1806)
- Schleiz
- Saalfeld
- Auerstaedt
- Iéna
- Halle
- Magdebourg
- Stettin
- Lübeck
- Glogau
- Golymin
- Pułtusk
- Stralsund

Campagne de Pologne (1807)
- Eylau
- Ostrołęka
- Colberg
- Dantzig
- Guttstadt
- Heilsberg
- Friedland

Le siège de Glogau se déroule du 7 novembre au 3 décembre 1806. La ville défendue par une garnison prussienne finit par capituler devant le corps de siège bavarois et wurtembergeois.

## Contexte
Après l'écrasement de l'armée prussienne à Iéna, Auerstaedt et dans la poursuite qui les a suivies, la Grande Armée napoléonienne envahit la Pologne pour marcher à la rencontre de l'armée russe. Elle met alors le siège devant les dernières places fortes prussiennes de Silésie.

## Déroulement
Le 25 novembre, la 1re division bavaroise est relevée par la division wurtembergeoise du baron von Seckendorff et rejoint la droite de la Grande Armée.
La garnison capitule le 3 décembre.

## Conséquences
La totalité des 3 200 hommes de la garnison sont faits prisonniers, mais les officiers sont libérés sur parole. Du côté des alliés, les Bavarois perdent un officier et 24 hommes de troupe dans une escarmouche le 18 novembre et les Wurtembergeois ne comptent qu'un mort et quatre blessés.